# Сантаремска мармозетка
Сантаремската мармозетка още белоплеща мармозетка (Mico humeralifera) е вид бозайник от семейство Остроноктести маймуни (Callitrichidae).

## Разпространение и местообитание
Разпространен е в Бразилия.